# Aletretiopsis estoloides
Aletretiopsis estoloides är en skalbaggsart som beskrevs av Stefan von Breuning 1940. Aletretiopsis estoloides ingår i släktet Aletretiopsis och familjen långhorningar. Inga underarter finns listade i Catalogue of Life.